# پتر آلکساندر
پتر آلکساندر فردیناند ماکسیمیلیان نویمایر (به آلمانی: Peter Alexander Ferdinand Maximilian Neumayer) (زاده ۳۰ ژوئن ۱۹۲۶ - درگذشته ۱۲ فوریه ۲۰۱۱) که معمولاً با نام پیتر آلکساندر شناخته می‌شود، یک خواننده و بازیگر اتریشی بود. او در دهه‌های ۱۹۵۰ و ۱۹۶۰ میلادی به‌خاطر نقش‌آفرینی در چندین فیلم موزیکال آلمانی به شهرت و محبوبیت رسید.
او علاوه بر اتریش در آلمان نیز به عنوان نمادی از دوران بازگشت نشاط و سرخوشی و شکوفایی اقتصادی پس از جنگ جهانی دوم، از محبوبیت و احترام زیادی برخوردار بود. آلکساندر از سال ۱۹۵۰ در حدود ۵۰ فیلم کمدی به بازی پرداخت و بیش از ۱۲۰ اثر موسیقی نیز خلق کرد. او همچنین در طول یک دهه حضوری دائمی در تلویزیون داشت. او از سوی هوادارانش با لقب «پتر کبیر» شناخته می‌شد. نام او مترادف با طنازی و شوخ طبعی اتریشی بود.
پیتر آلکساندر با وجود آنکه در سال‌های اخیر در انزوا به‌سر می‌برد، همچنان مورد علاقه مردم بود. به گفتهٔ وزیر فرهنگ اتریش، آلکساندر از پیشگامان سرگرمی‌سازی تلویزیونی آلمانی‌زبان بود.